# 秦滅趙之戰
秦滅趙之戰是秦国对赵国开展一系列进攻战役后，在前228年取得最终胜利的战役。
秦王政十一年（前236年），秦王乘趙國進攻燕國之際，派王翦、桓齮、楊端和分兩路大軍攻趙，攻佔了趙國的閼與（今山西和順）、撩陽（今山西左權）、鄴（在今河北省邯郸市临漳县境，今与赵都邯郸城同在邯郸市境）和安陽（今河南安陽西南）等9座城池城，趙國的實力大減。
秦王政十三年（前234年）十月，秦王嬴政擔心秦滅韓時，趙國仍有助韓的可能，再度攻打趙國的平陽（今河北磁縣東南）、武城（磁縣西南），斬首10萬，大敗趙軍，並殺死趙將扈輒。（平阳之战）。
秦王政十四年（前233年），桓齮率秦军在肥之战中被趙军全殲。次年（前232年），秦軍分兩路進攻番吾（今河北靈壽西南），亦被李牧擊敗，史稱番吾之戰。趙國經過秦國數年的攻擊，死傷惨重，再無組織進攻能力了，僅能自保。
秦王政十六年（前231年），趙國代地發生地震。秦王政十七年（前230年），趙國大饑。同年，秦軍南渡黃河轉攻韓國，攻克韓都郑城（今河南新鄭），虜韓王安，韓國灭亡，秦在韩地設潁川郡（治所在今河南禹州市）。
秦王政十八年（前229年），秦滅韓後第二年，秦軍乘趙國大旱，兵分三路，北路由李信率领，自太原和云中地区出发，攻略赵国北方四郡，而李信出太原、云中—中线以王翦、桓齮、羌瘣与李牧、司马尚对峙于井径关。南线以杨端和为将包围赵国首都邯郸。李牧数次打败秦军，杀死了桓齮。王翦遂施反间计，以重金贿赂赵国重臣郭开，使其进谗言而陷害李牧。赵王年幼，其母赵悼倡后在立储之事上与李牧不和，而赵国当权者春平君与倡后私通，故而他们与郭开一拍即和。李牧面对着赵国君臣的不满而遭免职。李牧被赐自尽，司马尚遭免职。赵又以赵葱、颜聚为将对抗秦军。秦王政十九年（前228年），王翦、羌瘣破趙軍，攻佔邯鄲，俘趙王，趙國滅亡。趙國公子嘉逃到代（今河北蔚縣東北），收拾殘部，自立為代王，建立代国。
燕太子丹遣荊軻刺秦王失敗，秦將王翦領軍攻燕國，燕王喜和代王嘉聯合抵抗秦軍，聯軍由太子丹統領，兵敗易水，秦軍克燕都城薊（北京）。燕王喜與太子逃至遼東，秦將李信追擊燕王，代王嘉勸燕王喜“殺丹獻之秦王，秦王必解”。秦王政二十五年（前222年），王賁、李信率軍在攻滅燕於遼東，俘燕王喜；不久又攻趙代殘餘勢力，俘代王嘉。建立代郡（今河北蔚縣西南）和遼東郡（今遼宁省遼陽市老城區）。